# Збіжність за Ейлером
Збі́жність за Е́йлером — узагальнення поняття збіжності знакозмінного ряду, запропоноване Ейлером.

## Визначення
Нехай дано числовий ряд {\displaystyle \sum _{n=0}^{\infty }a_{n}.} Ряд називають збіжним за Ейлером, якщо існує границя:
{\displaystyle \lim _{n\to \infty }\sum _{k=1}^{n}{\frac {\Delta ^{k}a_{0}}{2^{k+1}}}=s_{e}(A)}

## Приклад
- Розглянемо ряд {\displaystyle \sum _{k=0}^{\infty }(-1)^{k}2^{k}}. Послідовностями різниць будуть {\displaystyle 1,2,4,8,16,...}, {\displaystyle -1,-2,-4,-8,...}, {\displaystyle 1,2,4,8,...}, {\displaystyle -1,-2,-4,-8,...}, перетворення Ейлера приводить до ряду {\displaystyle {\frac {1}{2}}-{\frac {1}{4}}+{\frac {1}{8}}-{\frac {1}{16}}+...={\frac {1}{3}}}.

## Властивості
- Підсумовування за Ейлером є лінійним і регулярним[1].